# Narrows (Virginie)
Pour les articles homonymes, voir Narrow.
Narrows est une municipalité américaine située dans le comté de Giles en Virginie. Lors du recensement de 2010, Narrows compte 2 029 habitants.

## Géographie
Narrows est située dans la vallée de la New River, au sein des Appalaches, dans le sud-ouest de la Virginie.
Selon le Bureau du recensement des États-Unis, la municipalité s'étend sur 1,34 mille carré (3,47 km2) dont 0,07 mille carré (0,18 km2) d'étendues d'eau.

## Histoire

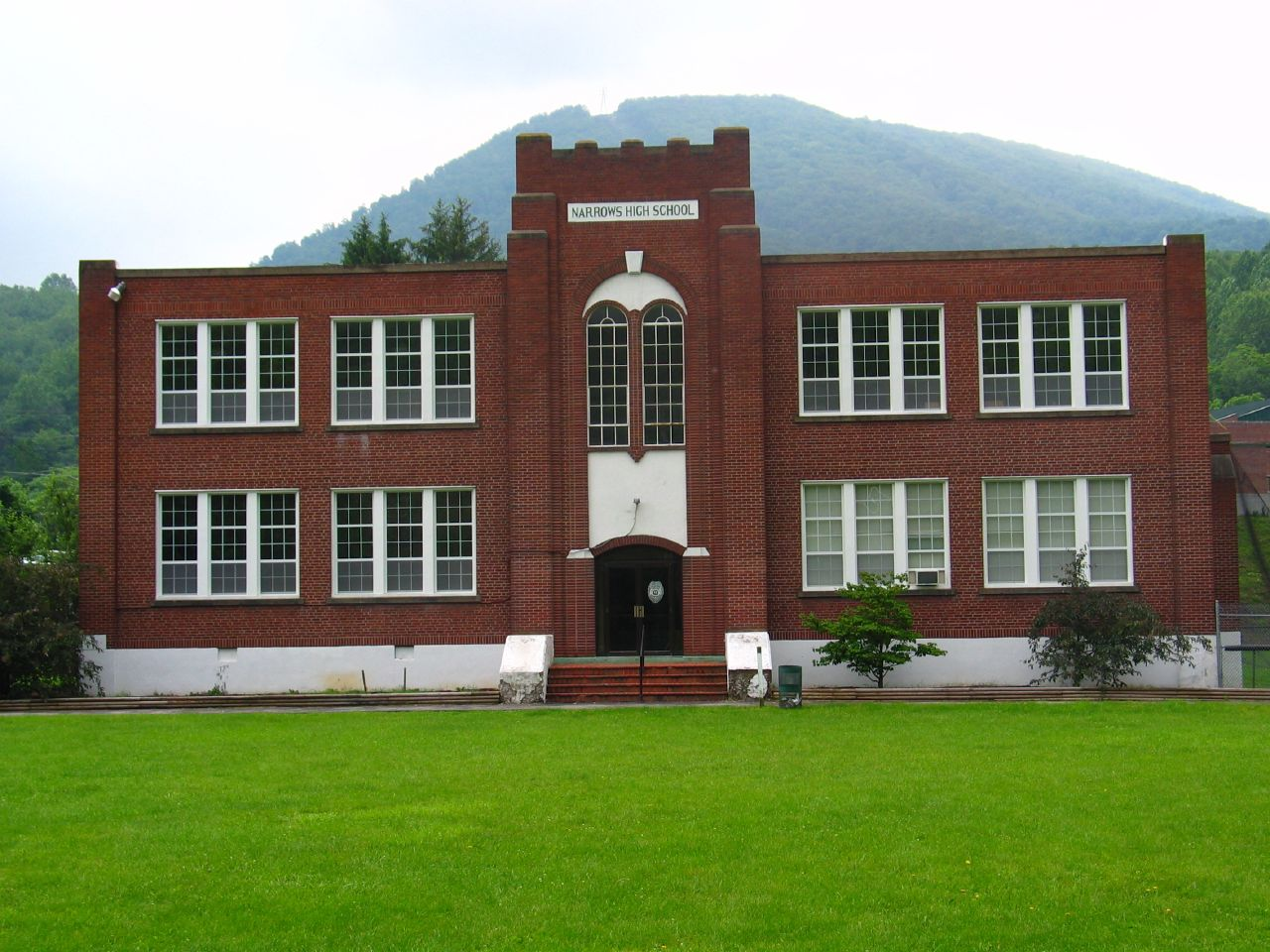
Le lycée de Narrows.

Narrows est fondée en 1778, à la confluence de la Wolf Creek et de la New River, par des familles originaires de Pennsylvanie. Son nom provient de sa localisation dans la vallée « étroite » (en anglais : narrow) de la New River.
Un bureau de poste y ouvre en 1873 et le Norfolk and Western Railway atteint le bourg en 1884. L'Assemblée générale de Virginie lui accorde le statut de municipalité le 14 mars 1904. L'arrivée du Virginian Railway en 1909 achève de transformer Narrows en centre industriel du comté de Giles, la ville étant alors la plus peuplée du comté.
Le quartier commerçant de Narrows, construit entre 1882 et 1963, est inscrit au Registre national des lieux historiques. La construction de la U.S. Route 460 évite le centre-ville, qui reste peu modifié depuis cette époque.